# Яровце
Яровце (словац. Mestská časť Jarovce) — городской округ Братиславы в районе Братислава V.
Расположен между округами Русовце и Петржалка недалеко от государственной границы с Австрией, на территории округа находится пограничный переход Яровце — Киттзее .
Первое письменное упоминание о деревне найдено в дарственной грамоте 1208 года короля Андраша II в адрес бенедиктинского аббатства в Лебенье (нынешняя Венгрия). Дарственная подтверждена грамотой короля Людовика I Великого от 1359 года, в которой были перечислены земли и поселения, списка которых не было в первоначальном документе.
Яровце вошла в состав Словакии с 1947 года, когда она была присоединена к Чехословакии (вместе с Русовцами и Чуновом) на основании соглашения с Венгрией. В то время в селе преобладало хорватское население. Несмотря на преобладание в последних переписях словацкого населения, хорваты и венгры всё еще составляют значительную часть населения округа, люди сохраняют язык своих предков и фольклорные обычаи. В 1947—1950 годах село административно принадлежало соседним Русовцам.
Всего жителей по переписи 2011 года: 1438 жителей.
- Словацкий — 1016 (70,65 %)
- Хорватский — 231 (16,06 %)
- Венгерский — 115 (8,00 %)
- не указали — 36 (2,50 %)
- Немецкий — 18 (1,25 %)
- Чешский — 10 (0,70 %)
- Русский — 3 (0,21 %)
- Рома — 2 (0,14 %)
- другое — 2 (0,14 %)
- Украинский — 1 (0,07 %)
- Сербский — 1 (0,07 %)
- Английский — 1 (0,07 %)
- Русинский — 1 (0,07 %)
- Вьетнамcкий — 1 (0,07 %)